# نیروی زمینی سلطنتی تایلند

نشان نیروی زمینی سلطنتی تایلند

نیروی زمینی سلطنتی تایلند (به تایلندی: กองทัพบกไทย) بخش نیروی زمینی از نیروهای مسلح پادشاهی تایلند و کهن‌ترین شاخه از این نیروها و مسئول پاس‌داری از استقلال و حاکمیت تایلند است. پیدایش این نیرو به سال ۱۸۷۴ بازمی‌گردد.
پایگاه نیروی زمینی تایلند در بانکوک می‌باشد. این نیرو پیشینه حضور در جنگ‌های فرانسه-سیام، جنگ جهانی اول، فرانسه-تایلند، جنگ جهانی دوم، جنگ کره، ویتنام، درگیری‌های مرزی تایلند-کامبوج و بحران سیاسی تایلند ۲۰۰۸-۲۰۱۰ را دارد.